# 阿列克西·列茲尼科夫
阿列克西·尤里約維奇·列茲尼科夫（烏克蘭語：Олексій Юрійович Резніков，羅馬化：Oleksii Yuriiovych Reznikov，發音：[ɔ.lɛkˈsʲij ˈju.rʲij.ɔ.ʋet͡ʃ ˈrɛz.nʲi.kɔu̯]；1966年6月18日—），烏克蘭政治人物、律師。2021年11月4日至2023年9月3日期間擔任烏克蘭國防部長。
此前也曾在烏克蘭政府擔任過其他幾個重要職位。

## 生平

### 早年生活
1966年6月18日出生於利沃夫，當時是蘇聯烏克蘭蘇維埃社會主義共和國的一部分。他的父親尤里·列茲尼科夫（Yury Reznikov）是一名教授、體育雜技碩士、利沃夫州立體育學院教務長。他的母親葉蓮娜·列茲尼科娃（Elena Reznikova）是利沃夫神經精神科診所的神經科醫生、藝術體操運動碩士。
1984年至1986年在蘇聯空軍服役。
列茲尼科夫就讀於利沃夫大學，並於1991年以優異成績獲得法學碩士學位。在大學期間，積極參與學生生活：他在個人和團體比賽中贏得了烏克蘭蘇維埃社會主義共和國法學院學生奧運會的冠軍，並代表烏克蘭參加了法學院學生整個蘇聯的奧運會。
除了他的母語烏克蘭語外，列茲尼科夫還精通俄語、英語和波蘭語。

### 職業生涯
2021年11月起，列兹尼科夫开始担任乌国防部长，期間一直受到腐败的相关指控，不過他本人對指控予以否認。2023年9月3日，烏克蘭總統澤連斯基宣佈列兹尼科夫不再擔任國防部長。